# Ellis Herndon Hudson
Ellis Herndon Hudson auch in der Schreibvariante Ellis H. Hudson (* 17. Juni 1890 in Osaka, Japan; † 6. Januar 1992 in Duarte, Kalifornien) war ein US-amerikanischer Mediziner und Hochschullehrer.

## Leben

### Familie und Ausbildung
Der in Osaka in Japan zur Welt gekommene Ellis Herndon Hudson, Sohn des presbyterianischen Missionars George Gary Hudson sowie dessen Ehegattin Delia Ann geborene Herndon, graduierte 1911 an der in Decatur im Bundesstaat Illinois gelegenen Millikin University zum Bachelor of Arts. Im Anschluss wandte er sich dem Studium der Medizin an der University of Pennsylvania zu, dort erfolgte 1919 seine Promotion zum Doctor of Medicine. Darüber hinaus erwarb Hudson im Jahre 1937 ein Diploma in Tropical Medicine and Hygiene an der London School of Hygiene and Tropical Medicine.
Ellis Herndon Hudson heiratete am Samstag, den 2. Juli 1921 Mary Bruce Young in Wentworth in der kanadischen Provinz Ontario. Dieser Verbindung entstammte der Sohn Bruce Herndon und die Tochter Elspeth Gary. Ellis Herndon Hudson, der nach seinem Rückzug aus dem Berufsleben von Cedar Grove im Bundesstaat Wisconsin nach Duarte in Kalifornien verzog, verstarb Anfang 1992 im hohen Alter von 101 Jahren.

### Beruflicher Werdegang
Ellis Herndon Hudson erhielt im Jahre 1911 seine erste Anstellung als Instructor an der American University of Beirut, 1914 wechselte er in derselben Funktion an das Blackburn College nach Carlinville im Bundesstaat Illinois. Hudson, der sich ab 1915 intensiv dem Medizinstudium widmete, zwischen  1917 und 1918 im Range eines Private in der US Army am Ersten Weltkrieg teilnahm, gründete im Jahre 1924 das Medical Center, umfasste eine Mission und ein Spital, der Presbyterian Church in Deir-ez-Zor in Syrien, mit dessen Leitung er betraut wurde. 1936 kehrte Hudson in die USA zurück, dort übernahm er einen Arztposten am Clifton Springs Sanitarium in Clifton Springs im Bundesstaat New York. 1939 übersiedelte er als Community Physician nach Norris im Bundesstaat Tennessee. Im Folgejahr übersiedelt er nach Athens im Bundesstaat Ohio, dort wurde ihm an der Ohio University die Professur für Hygiene sowie die Direktion des Health Service, der später ihm zu Ehren in Hudson Health Center umbenannt wurde, übertragen. Der 1955 Emeritierte war darüber hinaus zwischen 1950 und 1951 als Leiter des Bejel-Syphilis Project der WHO im Irak eingesetzt. In den Jahren 1942 bis 1946 diente er als Captain im Medical Corps der United States Naval Reserve.
Der renommierte Mediziner Ellis Herndon Hudson, der insbesondere als Verfasser von Beiträgen zur Tropenmedizin in den führenden Fachzeitschriften hervortrat, wurde 1937 mit dem Balfour Scholarship und der Duncan Medal ausgezeichnet. Er gehörte als Fellow dem American College of Physicians, der American Association for the Advancement of Science und der American Society of Tropical Medicine and Hygiene an. Überdies hielt er Mitgliedschaften in der Sigma Xi, der Alpha Omega Alpha, der Sigma Alpha Epsilon sowie der Alpha Kappa Kappa inne.

## Schriften
- zusammen mit Agnes L. Young: Medical and Surgical Practice on the Euphrates River, Williams & Wilkins, Baltimore, 1931
- zusammen mit Taufīq Bāz Ḥaddād, ʻAssāf G. Wahba: Medical syllabus in the colloquial Arabic of Syria and Palestine, Beirut, 1932
- Treponematosis, in: Oxford medical publications, NY Oxford Univ. Pr., New York, 1946
- Non-Venereal Syphilis. A Sociological and Medical Study of Bejel, Livingston, Edinburgh, 1958
- Examen histórico de la terminología de la sífilis, in: Anales chilenos de historica de la medicina, Santiago, Chile, 1962
- Christopher Columbus and the History of Syphilis, in: Acta tropica, Separatum, volume 25, number 1, Verlag für Recht und Gesellschaft, Basel, 1968
- Reminiscences, 1890-1978, Archivmaterial: Englisch, 1978